# Escuela Preparatoria Herbert Hoover (San Diego)
Escuela Preparatoria Herbert Hoover (en inglés:Herbert Hoover High School) es una escuela preparatoria pública ubicada en San Diego, California. Forma parte del Distrito Escolar Unificado de San Diego (SDUSD por sus siglas en inglés) y es una de las escuelas más antiguas de la ciudad.

## Historia
Fue fundada en 1930 en el 4474 de El Cajon Blvd y nombrada en honor a Herbert Hoover, presidente de los Estados Unidos en esa época; su primer director fue Floyd Johnson. Originalmente el edificio escolar era de estilo español, construido de hormigón en masa, con exterior de estuco beige y techo de tejas rojas. El campus además tenía una torre, llamada la «torre de las firmas», que los estudiantes del duodécimo grado escalaban para firmar los anuarios, lo que llegó a convertirse en una tradición en la escuela.
A principios de 1970, la preparatoria fue renovada, se eliminó La torre y otros elementos arquitectónicos. En 2004, Douglas Fisher, Nancy Frey y Douglas Williams, autores de «Five Years Later», afirmaron que la Hoover era conocida como la escuela «gueto» del San Diego USD antes de 1998 y que otras escuelas con actuaciones académicas más altas atrajeron a los mejores estudiantes de esta. Adam Berman, antiguo profesor de Hoover, afirmó que a finales de la década de 1980 la escuela no era un buen lugar, en su interior había mucha violencia, los maestros tenían la moral baja y había una alta incidencia de deserción escolar, además del bajo rendimiento académico.
La preparatoria se unió a la Cooperativa Educativa de City Heights (City Heights Educational Initiative) en 1998, junto con otras dos preparatorias y la Universidad Estatal de San Diego, como parte de un esfuerzo por mejorar sus condiciones. En 2000, la preparatoria alcanzó sus metas en la rendición de cuentas al estado de California. Esta fue la primera vez que lo conseguía en quince años. Alrededor de ese mismo año, Berman, para ese entonces empleado del Departamento de Educación de California, escribió una crítica independiente sobre los cambios realizados en la preparatoria Hoover. La crítica, titulada «A focus on literacy: Hoover High School in San Diego», fue publicada en el boletín California High School Newsletter.
Cerca 2015 la preparatoria estaba programado para recibir una renovación del área administrativa y la entrada principal, y los padres y los miembros de la comunidad presionaron por una restauración del torre y las otras características arquitectónicas históricas como parte de la renovación. Burt Nestor, un miembro de la clase de Hoover de 1946, dio a la escuela una pieza de dos pies cuadrados un arco ornamental desde el edificio original. Cerca 1973 su hijo lo dio a su padre como regalo; en este momento la renovación destruyó partes del plantel original. La preparatoria puede usar la pieza en la nueva renovación o mostrarlo solo.
En 2015 Michael Shefcik, el director de las operaciones de la planta en Hoover, entró a la biblioteca escolar y descubrió una estatua de 30 pulgadas (762 mm) de la Works Progress Administration de 1940, titulada "Girl Reading." La estatua, una obra de Donal Hord, representa a una niña leyendo un libro.

## Estudiantes
Para 2004, la preparatoria contaba con más de 2300 estudiantes.

## Rendimiento académico
En 1999 la preparatoria tenía un 444/1000 según el Índice del Rendimiento Académico de California (API por sus siglas en inglés), la calificación más baja del Condado de San Diego. La preparatoria se encontraba en el rango más bajo del estado de California, por abajo del percentil 10, y por abajo del percentil 20 entre las escuelas de California con una demografía similar. El estudiante promedio consiguió una calificación de 5,9 en la evaluación de lectura Gates-MacGinitie. En ese momento, la preparatoria Hoover era una de las veinte preparatorias de California con peor rendimiento académico.
En 2002 la preparatoria tenía un API de 506, un aumento de 62 puntos. A partir de 2000 las calificaciones de lectura habían aumentado en un promedio de 2,4 años.

## Deportes
A partir los 2010s el estadio de la preparatoria fue renovado. Artie Ojeda de NBC San Diego afirma que la preparatoria tenía "una de las mejores instalaciones del estadio de las preparatorias de San Diego".
En 2012 la preparatoria comenzó a celebrar juegos nocturnos de fútbol americano. Algunos residentes del barrio Talmadge no les gustó esto; se inició una batalla legal entre la preparatoria y los residentes. Los juegos nocturnos de fútbol americano se detuvieron en septiembre de 2013. En 2014 un juez dictaminó que los juegos nocturnos de fútbol americano podrían continuar.